# Haris Silajdžić
Haris Silajdžić (en ciríl·lic: Харис Силајџић) (Breza (Iugoslàvia), 1 d'octubre de 1945) és un polític bosnià. Del 2006 al 2010, Silajdžić ha estat el representant bosníac a la Presidència de Bòsnia i Hercegovina, col·legiada.